# Lee Hyun-woo
Lee Hyun-woo (en hangul, 이현우) (23 de marzo de 1993) es un actor y cantante surcoreano conocido por sus actuaciones en The Return of Iljimae, Queen Seondeok, The Liar and His Lover, Secretly,Greatly y en La casa de papel: Corea.

## Biografía
El 19 de febrero de 2018 inició su servicio militar obligatorio, el cual finalizó el 19 de octubre del 2019.

## Carrera
Es miembro de la agencia Awesome Entertainment (어썸이엔티), ("Content Y"). Fue miembro de la agencia KeyEast.
Lee Hyun Woo empezó su carrera como niño actor, construyendo su carrera a partir de grandes producciones tales como The Legend, King Sejong the Great, The Return of Iljimae, y Queen Seondeok
Luego de ganar reconocimiento al interpretar a Chan Doo en Master of Study, Hyun Woo fue elegido para protagonizar la producción teatral Footloose en su versión coreana.
En 2011, fue elegido junto a Yoon Doo Joon de Beast, como presentador del programa musical Music on Top del canal de cable jTBC. A la vez, apareció en el video musical para la canción «You and I» de IU. Hyun Woo expandió su carrera como actor al participar en el drama histórico Gyebaek, en el drama de suspenso Man from the Equator, y realizar una aparición especial en el drama médico Brain
En 2012, Hyun Woo fue elegido como el segundo protagonista masculino en To The Beautiful You, adaptación coreana del manga japonés Hana-Kimi, tomando el rol basado en Shuichi Nakatsu. A pesar de la baja audiencia en Corea del Sur, este drama le permitió mayor exposición internacional, al ser transmitido en países como Singapur, Malasia, Taiwán y China. Hyun Woo junto a su coestrella en el drama, Hwan Kwanghee, fueron designados como los nuevos presentadores del programa musical Inkigayo.
Su ascenso continuó en 2013, al obtener un papel importante en el éxito de taquilla Secretly, Greatly, una comedia de acción donde interpreta a un espía norcoreano disfrazado de estudiante de secundaria. Además, Hyun Woo cantó «Ode to Youth» para la banda sonora de la película.
En 2014, él junto a su amigo Park Ji Bin (ambos fueron niños actores y ahora están bajo la misma agencia) aparecieron en el programa de variedades sobre viajes Real Mate in Saipán. Además de interpretar a un hacker en la película The Con Artists.
En 2015, protagonizó la película Northern Limit Line, basada en Segunda Batalla de Yeonpyeong.
En 2017, protagonizó el drama The Liar and His Lover junto a la actriz y cantante Joy (integrante del grupo femenino Red Velvet). Ella interpreta a una talentosa cantante quién se enamora a primera vista de un prodigio de la música que tiene una asombrosa habilidad para producir grandes éxitos... y para mentir. La serie estuvo basada en "Kanojo wa Uso o Aishisugiteru" de la mangaka japonesa Kotomi Aoki.
En abril del 2020 se anunció que se había unido al elenco de la película Dream donde dará vida a In Gook, uno de los jugadores de fútbol del equipo.
En 2022 se unirá al elenco de la serie La casa de papel: Corea donde dará vida a "Rio". Originalmente el papel se le había ofrecido al actor Park Jung-woo, sin embargo debido a conflictos de programación tuvo que retirarse de la serie.

## Filmografía

### Series de televisión
| Año     | Título                                   | Rol                    | Canal     | Notas                                         | Ref.   |
| ------- | ---------------------------------------- | ---------------------- | --------- | --------------------------------------------- | ------ |
| 2004    | Oolla Boolla Blue-jjang                  |                        | KBS       |                                               |        |
| 2005    | Spring Day                               |                        | SBS       |                                               |        |
| 2006    | Hwarang Fighter Maru                     | Seo Da Ham             | KBS2      |                                               |        |
| 2007    | The Legend                               | Cheoro (joven)         | MBC       |                                               |        |
| 2007    | Lobbyist                                 | Harry (joven)          | SBS       |                                               |        |
| 2008    | King Sejong the Great                    | Príncipe Choong Nyeong | KBS1 KBS2 |                                               |        |
| 2008    | Things We Do That We Know We Will Regret | Lee Jeongh Wook        | KBS2      | Episodio 4: "On a Night Sparkling with Stars" |        |
| 2009    | The Return of Iljimae                    | Cha Dol Yi             | MBC       |                                               |        |
| 2009    | Queen Seondeok                           | Kim Yushin (joven)     | MBC       |                                               |        |
| 2009    | What's for Dinner?                       | Tommy                  | MBC       |                                               |        |
| 2010    | Master of Study                          | Hong Chan Doo          | KBS2      |                                               |        |
| 2011    | Gyebaek                                  | Gyebaek (joven)        | MBC       |                                               |        |
| 2011    | Brain                                    | Park Dong Hwa          | KBS2      | Aparición especial episodios 1-4              |        |
| 2012    | Man from the Equator                     | Kim Sun Woo (joven)    | KBS2      |                                               |        |
| 2012    | To The Beautiful You                     | Cha Eun Gyul           | SBS       | Adaptación coreana de Hana Kimi               |        |
| 2015    | Run Toward Tomorrow                      | Kang Moon Jae          | SBS       | Especial por Año Nuevo Lunar                  | [ 14 ] |
| 2015    | Scholar Who Walks the Night              | Príncipe Jeonghyeon    | MBC       | Cameo episodio 1                              | [ 15 ] |
| 2016    | Escuela Moorim                           | Yoon Shi Woo           | KBS2      | Protagonista                                  | [ 16 ] |
| 2017    | The Liar and His Lover                   | Kang Han Kyul          | tvN       | Protagonista                                  |        |
| 2022    | La casa de papel: Corea                  | "Rio"                  | Netflix   |                                               | [ 17 ] |
| 2023-24 | Un buen día para ser un perro            | Lee Bo-kyum            | MBC       |                                               | [ 18 ] |

### Películas
| Año  | Título                        | Rol            | Ref.          |
| ---- | ----------------------------- | -------------- | ------------- |
| 2005 | Baribari Jjang                |                |               |
| 2006 | Holiday                       |                |               |
| 2006 | A Dirty Carnival              | Min Ho (joven) |               |
| 2007 | Hwang Jin Yi                  | Nomi (joven)   |               |
| 2010 | The Loneliness of Butcher Boy | Tae Shik       |               |
| 2011 | GLove                         | Kim Jin Man    |               |
| 2013 | Secretly, Greatly             | Rhee Hae Jin   |               |
| 2014 | The Con Artists               | Jong Bae       |               |
| 2015 | Northern Limit Line           | Park Dong-hyuk |               |
| 2015 | The Beauty Inside             | Kim Woo-jin    |               |
| 2022 | Dream                         | Kim In-sun     | [ 19 ]        |
| 2022 | Hero                          | Yoo Dong-ha    | [ 20 ]        |
| 2024 | Dog Days                      | Hyeon          | [ 21 ] [ 22 ] |

### Presentador
| Fecha                                         | Título                  | Canal | Ref.   |
| --------------------------------------------- | ----------------------- | ----- | ------ |
| diciembre de 2019                             | Melon Music Awards 2019 |       | [ 23 ] |
| 8 de diciembre de 2011 – 14 de marzo de 2012  | Music on Top            | jTBC  |        |
| 16 de diciembre de 2012 – 26 de enero de 2014 | Inkigayo                | SBS   |        |

### Programa de variedades
| Año  | Título                           | Canal   | Nota                                   |
| ---- | -------------------------------- | ------- | -------------------------------------- |
| 2012 | Invincible Youth (temporada 2)   | KBS 2TV | Invitado episodio 26.                  |
| 2012 | Strong Heart                     | SBS     | Invitado Ep. 142-143                   |
| 2013 | Running Man                      | SBS     | Invitado Ep. 147                       |
| 2013 | Hwasin – Controller of the Heart | SBS     | Invitado Ep. 22                        |
| 2014 | Real Mate in Saipan              | QTV     | programa de viajes junto a Park Ji Bin |
| 2014 | Running Man                      | SBS     | Invitado Ep. 225                       |
| 2015 | Happy Together (temporada 3)     | KBS 2TV | Invitado Ep. 401                       |
| 2016 | Hello Counselor                  | KBS 2TV | Invitado Ep. 257                       |

### Aparición en videos musicales
| Año  | Canción                     | Artista          |
| ---- | --------------------------- | ---------------- |
| 2005 | «Jump»                      | Haha             |
| 2011 | «You and I»                 | IU               |
| 2012 | «First Love's Melody»       | Acoustic Collabo |
| 2013 | «I Love You»                | Akdong Musician  |
| 2015 | «It's A Lie»                | Obroject         |
| 2016 | «Feel So Good»              | Obroject         |
| 2016 | «The Old Tree (feat. Nabi)» | KCM              |
| 2016 | «Ordinary Love (feat. LYn)» | KCM              |
| 2019 | «About the Time»            | IU               |

### Musicales de teatro
| Año  | Título    | Rol           |
| ---- | --------- | ------------- |
| 2010 | Footloose | Ren McCormack |

### Anuncios
| Año         | Título   | Notas                               |
| ----------- | -------- | ----------------------------------- |
| 2014 - 2015 | UNIONBAY | junto a Kim So Hyun y Park Seo-joon |
| 2015        | UNIONBAY | junto a IU                          |

## Discografía
- 2013: «Ode to Youth»" - BSO Secretly, Greatly.
- 2015: «It's a Lie» - junto a O Broject, Bromance.
- 2016: «Your Face» - junto a Louie de Geeks.[27][28]
- 2018: «Twenty Six» - Single Especial.

## Premios y nominaciones
| Año  | Premio                                       | Categoría           | Trabajo Nominado      | Resultado |
| ---- | -------------------------------------------- | ------------------- | --------------------- | --------- |
| 2008 | KBS Drama Awards                             | Mejor actor juvenil | King Sejong the Great | Ganó      |
| 2012 | SBS Drama Awards                             | Nueva estrella      | To The Beautiful You  | Ganó      |
| 2012 | KBS Drama Awards                             | Mejor nuevo actor   | Man from the Equator  | Nominado  |
| 2013 | 22nd Buil Film Awards                        | Mejor nuevo actor   | Secretly, Greatly     | Nominado  |
| 2013 | 34th Blue Dragon Film Awards                 | Mejor nuevo actor   | Secretly, Greatly     | Nominado  |
| 2014 | 9th Asia Model Festival Awards               | Nueva estrella      | Él mismo              | Ganó      |
| 2014 | 16th Seoul International Youth Film Festival | Mejor actor juvenil | Secretly, Greatly     | Nominado  |
| 2015 | 52nd Grand Bell Awards                       | Mejor nuevo actor   | Northern Limit Line   | Nominado  |
| 2015 | 30th Korea Best Dresser Swan Awards          | Estrella en ascenso | Él mismo              | Ganó      |